# Albrecht von Sax
Albrecht von Sax (* um 1110; † nach 1168 in San Vittore GR) war ein Freiherr.

## Leben
Albrecht entstammte dem Geschlecht der in der heutigen Ostschweiz begüterten Freiherren von Sax, genannt auch Albertus de sancto Victore. Er stiftete 1168 für sich und seinen Sohn Heinrich eine Jahrzeit. Gemäss dieser Urkunde wären die Sax seit ca. 1138 im Besitz des Misox, das sie als Anhänger der Staufer von diesen als Lehen erhielten.